# PD 144418
PD 144418（1,2,3,6-四氢-5-[3-(4-甲基苯基)-5-异𫫇唑基]-1-丙基-吡啶）是一种有机化合物，化学式为C18H22N2O，可作为σ受体的选择性激动剂。